# Hrabstwo Porter

Piramida wieku hrabstwa

Hrabstwo Porter (ang. Porter County) – hrabstwo w stanie Indiana w Stanach Zjednoczonych.

## Geografia
Według spisu z 2010 roku obszar całkowity hrabstwa obejmuje powierzchnię 521,78 mili2 (1351,4 km²), z czego 418,15 mili2 (1083 km²) stanowią lądy, a 103,63 mili2 (268,4 km²) stanowią wody. Według szacunków United States Census Bureau w roku 2012 miało 165 682 mieszkańców. Jego siedzibą administracyjną jest Valparaiso.

### Miasta
- Beverly Shores
- Burns Harbor
- Chesterton
- Dune Acres
- Hebron
- Kouts
- Ogden Dunes
- Portage
- Porter
- Town of Pines
- Valparaiso

### CDP
- Aberdeen
- Salt Creek Commons
- Shorewood Forest
- South Haven
- Wheeler